# Visayas-Pustelschwein

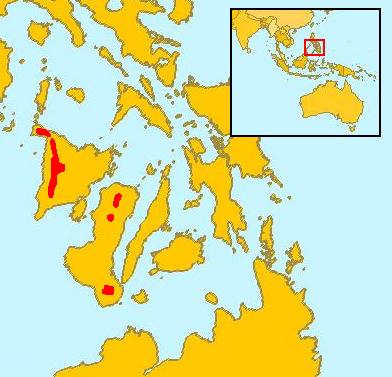
Verbreitungsgebiet in Rot, laut IUCN

Das Visayas-Pustelschwein (Sus cebifrons) ist eine auf den Philippinen endemische Säugetierart aus der Familie der Echten Schweine (Suidae). Es ist vom Aussterben bedroht. Lokal in den Visayas verwendete Namen für das Visayas-Pustelschwein sind Baboy Ihalas, Manggalisak Banban, Baboy Talunon, Bakatin.

## Merkmale
Visayas-Pustelschweine erreichen eine Kopf-Rumpf-Länge von 80 bis 100 Zentimetern, eine Schulterhöhe von rund 60 Zentimetern und ein Gewicht von 30 bis 70 Kilogramm. Ihr Fell ist dunkelbraun gefärbt, die Männchen sind zusätzlich durch eine Nackenmähne gekennzeichnet, die sich entlang des Rückens fortsetzt. Wie bei allen Pustelschweinen weist ihr Gesicht drei Paar pustelförmige Schwellungen auf.

## Verbreitung und Lebensraum
Diese Schweine sind auf den Visayas, einer philippinischen Inselgruppe beheimatet. Heute leben sie noch in den Central-Panay-Bergen auf der Insel Panay und die Gebiete um die Vulkane Mandalagan, Cuernos de Negros und Silay auf Negros beschränkt, auf der Insel Cebu und einigen kleineren Inseln sind sie ausgestorben. Ihr Lebensraum sind Wälder, vorwiegend Regenwälder.

## Lebensweise
Über die Lebensweise der Visayas-Pustelschweine ist wenig bekannt. Berichten zufolge leben sie in Familiengruppen von vier bis fünf Tieren, manchmal sieht man auch einzelgängerische Männchen. Sie sind wie die meisten Schweine Allesfresser, die sich von Früchten, Wurzeln, Insekten, Eiern, kleinen Wirbeltieren und Aas ernähren.

## Visayas-Pustelschweine und Menschen
Wie viele andere Säugetiere der Philippinen ist das Visayas-Pustelschwein vom Aussterben bedroht. Die Gründe dafür liegen einerseits in der fortschreitenden Zerstörung ihres Lebensraums, andererseits in der Bejagung – die Tiere werden verfolgt, weil sie Plantagen verwüsten. Heute gibt es noch Restbestände im Westen von Panay und in den Schutzgebieten Northern Negros Natural Park, Mount Kanlaon Natural Park und Balinsasayao Twin Lakes Natural Park auf Negros, es laufen auch kleine Zuchtprogramme. Dennoch ist das Überleben der Art fraglich, die IUCN listet sie als vom Aussterben bedroht (critically endangered). 